# Metagenomik

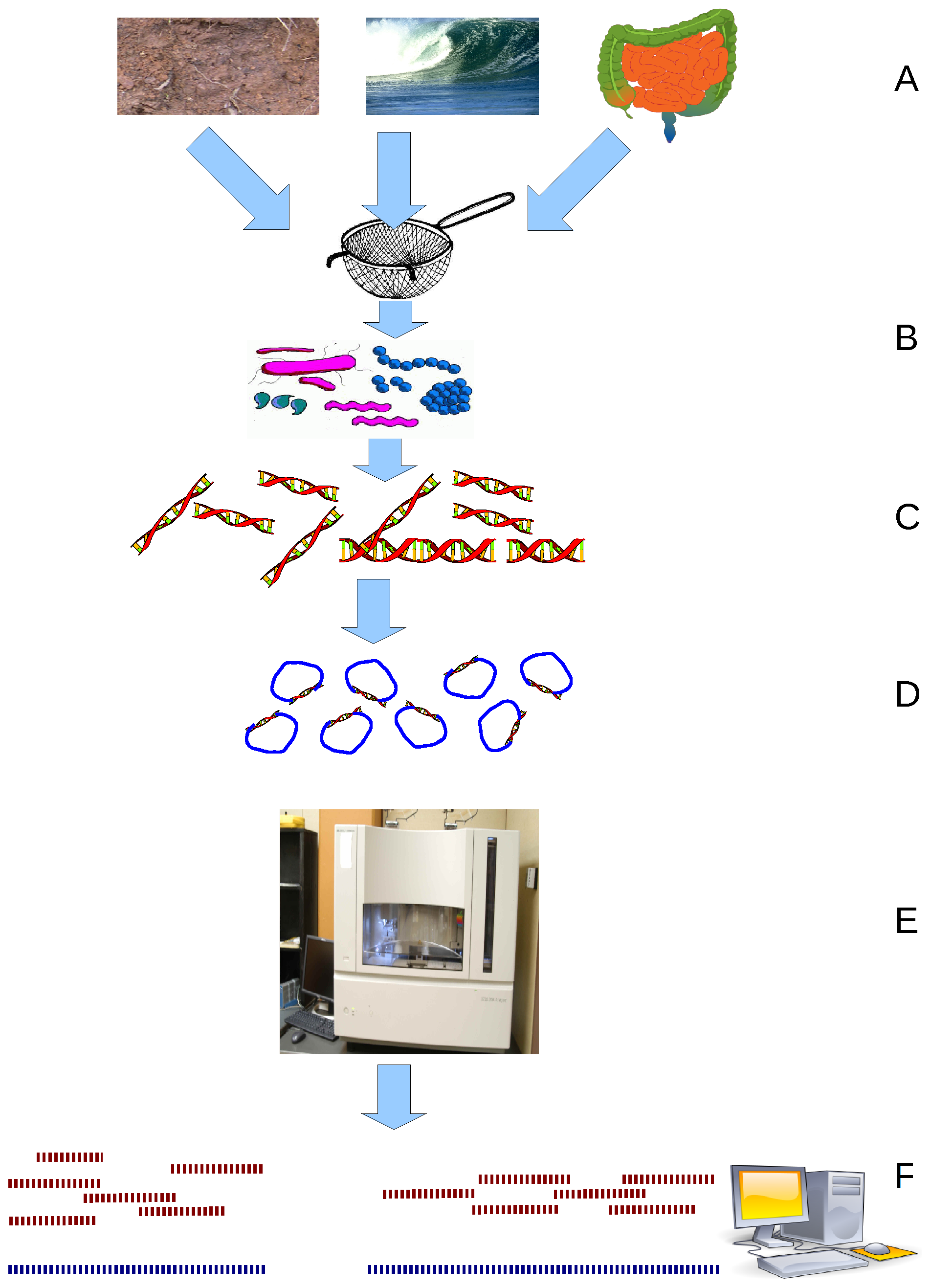
Schematisk bild över hur metagenomik kan gå till.

Metagenomik är inom biologi studiet av metagenom, vilket är alla genom, från olika organismer, inom ett visst prov från en provtagning eller inom en viss typ av miljö. Metagenomik används främst för att studera ett områdes mikrobiella sammansättning eller för att identifiera och studera mikroorganismer som inte går att kultivera med metoder som bakterieodling. Väldigt få  arter av bakterier, arkéer och encelliga eukaryoter går att isolera och odla enskilt, och representerar en väldigt liten del av del totala biodiversiteten. Detta gör metagenomik mycket viktigt för att identifiera olika typer av bakterier, arkéer och encelliga eukaryoter samt för att förstå deras evolutionära släktskap.
Om ett metagenom DNA-sekvenseras för alla gener, istället för enskilda markörer som 16S, och sedan analyseras med bioinformatiska metoder så kan enskilda genom eller delar av dem identifieras ur metagenomet för att sedan analyseras individuellt. Detta har till exempel använts för att identifiera och beskriva Lokiarchaeota, ett fylum av arkéer.